# Funktionsutveckling
Det finns olika sätt att representera funktioner. Dels kan uttrycket transformeras till olika "baser" (exempelvis Fourieranalys) eller så approximeras i enstaka punkter (Taylorutveckling eller implicita funktionssatsen).
| Namn              | Formel                                                                                       | Disciplin            |
| ----------------- | -------------------------------------------------------------------------------------------- | -------------------- |
| Taylorserie       | {\displaystyle f(x-a)=\sum _{n=0}^{\infty }f^{(n)}(a){\frac {(x-a)^{n}}{n!}}}                |                      |
| Laurentserie      | {\displaystyle f(z-a)=\sum _{n=-\infty }^{\infty }f^{(n)}(a){\frac {(z-a)^{n}}{n!}}}         | Komplex analys et al |
| Virialutveckling  | {\displaystyle f(x,y)=k(1+{\frac {g_{1}(x)}{h(y)}}+{\frac {g_{2}(x)}{h(y)^{2}}}+...)}        | Termodynamik         |
| Klusterutveckling | {\displaystyle \prod (1+\lambda _{ij})=1+\sum \lambda _{ij}+\sum \lambda _{ij}\lambda _{kl}} | Kvantmekanik         |

I klusterutvecklingen motsvarar {\displaystyle \prod } och {\displaystyle \sum } sekvenserna:
{\displaystyle \prod (1+\lambda _{ij})=[(1+\lambda _{12})(1+\lambda _{13})\cdot \cdot \cdot (1+\lambda _{1,N})][(1+\lambda _{21})(1+\lambda _{23})\cdot \cdot \cdot ][...][(1+\lambda _{N-1,N})]}
{\displaystyle \sum _{i,j,k,l,...}\lambda _{ij}\lambda _{kl}\cdot \cdot \cdot =\sum _{i=1}^{N}\sum _{\begin{matrix}j=1\\j\neq i\end{matrix}}^{N}\sum _{\begin{matrix}k=1\\k\neq j\\k\neq i\end{matrix}}^{N}\sum _{\begin{matrix}l=1\\l\neq k\\l\neq j\\l\neq i\end{matrix}}^{N}\cdot \cdot \cdot [\lambda _{ij}][\lambda _{kl}]\cdot \cdot \cdot }